# François Henri Hallopeau
François Henri Hallopeau (Parigi, 17 gennaio 1842 – Parigi, 20 marzo 1919) è stato un dermatologo francese.
Il suo nome è legato ad una rara malattia dell'epidermide che per primo Hallopeau descrisse e cercò di trattare, una forma di acrodermatite, che prende il nome di acrodermatite di Hallopeau. Fu fondatore della Société Française de dermatologie et de syphiligraphie e divenne membro della Académie Nationale de Médecine nel 1893. Nel 1887 coniò il termine Tricotillomania  mentre nel 1871 inventò il termine antibiotico riferendolo a tutte quelle sostanze che si oppongono allo sviluppo della vita.